# Технически чистое железо
Техни́чески чи́стое желе́зо (ТЧЖ) (также АРМКО-железо, железо Armco от аббр. ARMCO, названия американской стателитейной компании American Rolling Mill Corporation) — название низкоуглеродистой нелегированной стали, в которой суммарное содержание других элементов — 0,16 %, в том числе углерода — до 0,025 %, а по современным стандартам до 0,01%. Большое содержание основного элемента (до 99,9% Fe) позволяет считать такой сплав железом, загрязнённым примесями. 

## Методы производства
Технически чистое железо получают в мартеновских и электрических плавильных печах при удлинении процесса выгорания примесей. Чистое железо марок 005ЖР и 008ЖР (ТУ 14-1-2033-77) получают из продуктов прямого восстановления руд.
Существует также более чистая разновидность железа — особо чистое железо, которое, в зависимости от способа получения, называется карбонильным или электролитическим. Карбонильное железо получают при термическом разложении пентакарбонила железа Fe(CO)5 и рафинируют в токе водорода. Электролитическое железо изготавливают электролитическим рафинированием в расплавленных солях и поставляют в виде порошка (ПЖЭ-1 и ПЖЭ-2) или кусков (ЖЭ-МП).  

## Свойства
- Общее содержание примесей около 0,16 %, в том числе[3]:
  - не более 0,025 % C,
  - не более 0,035 % Mn,
  - не более 0,05 % Si,
  - не более 0,015 % P,
  - не более 0,025 % S,
  - не более 0,05 % Cu.
- плотность 7850 кг/м³,
- предел текучести 15 кг/мм²,
- предел прочности 28 кг/мм²,
- относительное удлинение 30 %,
- относительное сужение 60 %,
- ударная вязкость 2 МДж/м²,
- твердость по Бриннелю HB = 420 МН/м² (1 МН/м² × 0,1 кгс/мм²).

По сравнению с обычным техническим железом более устойчиво против коррозии, обладает повышенной электрической проводимостью, чрезвычайно пластично (поддаётся штамповке и глубокой вытяжке при комнатной температуре). Хорошо сваривается.
Один из магнитно-мягких материалов. Магнитные свойства зависят от количества примесей, размеров кристаллических зёрен (структуры), упругих и пластических напряжений. Отличается малой коэрцитивной силой — HC = 66 А/м (0,83 Э), некоторые сорта — до 0,7 Э; большой магнитной проницаемостью — {\displaystyle \mu _{max}}= 10 мГн/м (8000 Гс/Э). 

## Применение
Поскольку технически чистое железо имеет малое (по сравнению с электротехнической сталью) удельное электрическое сопротивление и обладает повышенными потерями на вихревые токи, применяется, главным образом, в качестве материала для электротехнических изделий, работающих в постоянных и медленно меняющихся магнитных полях, для магнитопроводов постоянного магнитного потока (сердечники и полюсные наконечники электромагнитов, магнитопроводы реле). В металлургии применяют как основной элемент при изготовлении многих магнитных сплавов и как шихту при производстве легированной стали.